# Fano
Fano es una ciudad costera de Italia, ubicada en la provincia de Pésaro y Urbino en la región de Marcas, en la costa del mar Adriático. Es la tercera ciudad más poblada de la región, detrás de Ancona y de Pésaro. La ciudad es famosa por tener el carnaval más antiguo de Italia.

## Historia
Antigua ciudad llamada Fanum Fortunae debido al templo de Fortunae que allí se encuentra. La primera mención histórica que se hace de ella se remonta al año 49 a. C., cuando Julio César la protegió, junto con Pisaurum (la actual Pesaro) y Ancona.

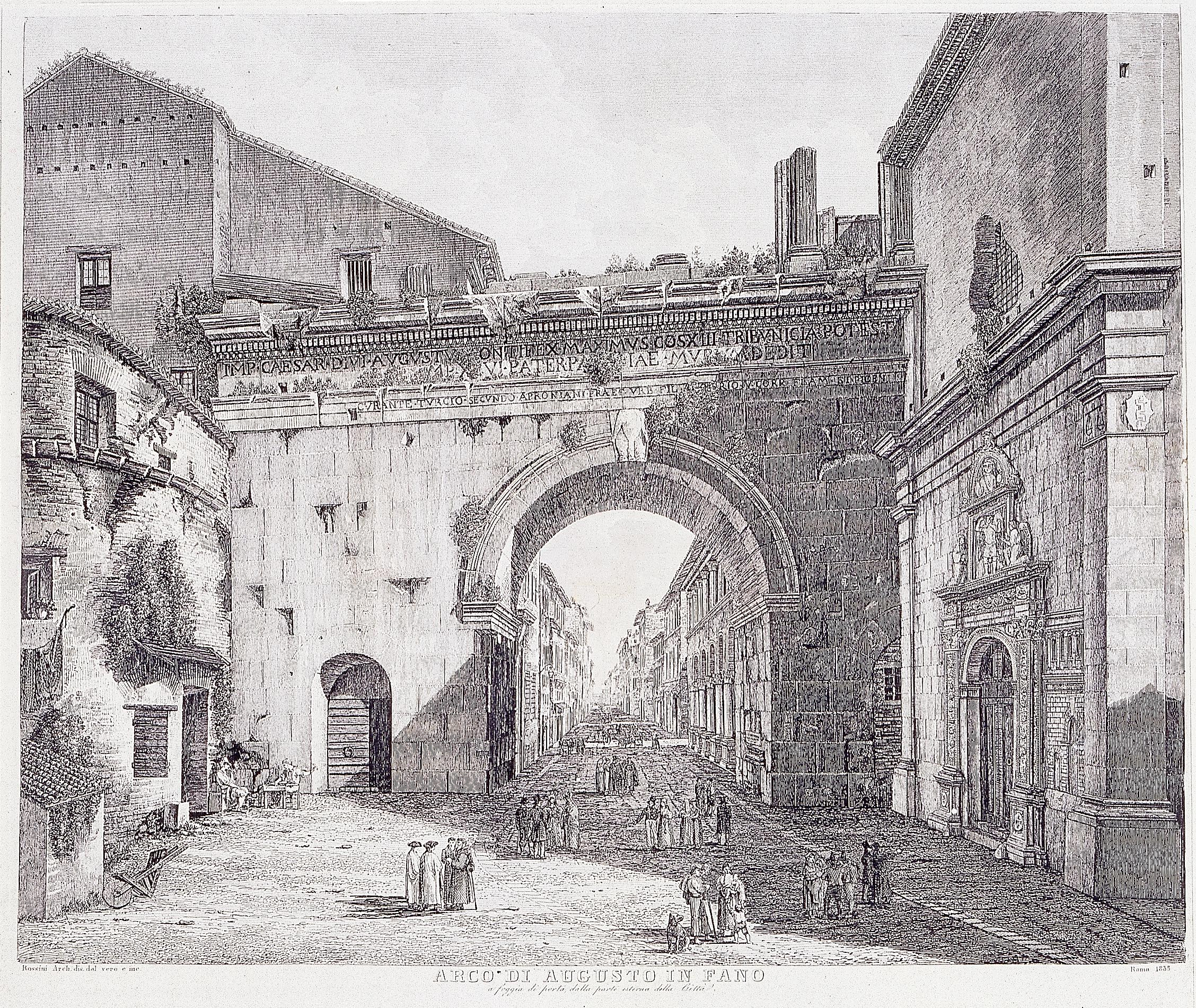
Arco de Augusto en Fano en la primera mitad del

César Augusto estableció allí una colonia y construyó una muralla, de la que se conservan algunos restos. Augusto construyó también un arco, en el año 2 a. C., a la entrada de la ciudad, que aún existe. Sin embargo, no se han descubierto restos del templo que dio nombre a la ciudad, ni de la basílica que, según se dice, Marco Vitruvio construyó. También ha sobrevivido un portón romano, al menos en parte; la parte superior de la estructura de tres pisos fue destruida en el asedio acaudillado por el papa Pío II en 1463, aunque se realizó un bajorrelieve de él en un muro contiguo.
Es una localidad balnearia con una playa de arena y gravilla de 20 km de longitud y posee un puerto de tipo pesquero en el que se permite el amarre a un limitado número de barcos de paso.

## Cultura
- Carnevale di Fano
- Fano Jazz by the Sea
- Fano International Film Festival

## Demografía
| Gráfica de evolución demográfica de Fano entre 1861 y 2001 |
|                                                            |
| Fuente ISTAT - elaboración gráfica de Wikipedia            |

## Ciudades hermanadas
Fano está actualmente hermanada con cuatro ciudades. 
- Rastatt (Alemania)
- Saint-Ouen-l'Aumône (Francia)
- San Albano (Reino Unido)
- Gandía (España)